# Miguel Noguer
Miguel Noguer Castellvi (Barcellona, 31 dicembre 1956) è un ex velista spagnolo.

## Palmarès
- Giochi olimpici

Mosca 1980: oro nella classe Flying Dutchman.